# PLANETART
PLANETART is een kunstenaarsinitiatief met kunstruimten in Amsterdam en Enschede. Het kunstenaarsinitiatief werd in 1995 opgericht door Kees de Groot en Frank Morssinkhof, welke voortkwamen uit de eerste generatie videokunstenaars van Nederland, verbonden aan Montevideo. De groep jonge kunstenaars heeft merendeel een kunstopleiding genoten aan de AKI kunstacademie en wilde een alternatief bieden aan het volgens hen eenvormige aanbod van kunst activiteiten en galeries in Oost-Nederland. PLANETART wilde een podium zijn voor experimenteel talent, trash-, noise- en shock-art dat nergens anders in Oost Nederland een plek had zich te presenteren en gelijktijdig een brug slaan tussen populaire cultuur en actuele, hedendaagse elektronische kunst. Zo organiseerde PLANETART in juni 1996 een expositie via de radio in Hengelo, met onder andere werk van Willem de Ridder.
In vijftien jaar is het initiatief uitgegroeid tot een volwaardig platform, dat iedere editie bij de Kunstvlaai uitblinkt vanwege haar “drive” en vernieuwende eigenschappen op gebied van videokunst en nieuwe technologie, vaak gecombineerd met experimentele geluidskunst met noise-elementen.  PLANETART is enerzijds een platform voor jong en experimenteel talent en anderzijds een podium voor gevestigd talent, dat niet langer alleen in de videokunst uitblinkt, maar ook in moderne vormen van technologie, zoals hackers, games en virtuele werelden. 
Oprichter van PLANETART is Kees de Groot, die na twaalf jaar PLANETART in Enschede een tweede medialab/artspace gestart is in Amsterdam samen met collega Viola van Alphen. PLANETART ontvangt jaarlijks uitnodigingen voor presentaties op onder andere het ISEA in Singapore, Cellsbutton in Indonesië, de Transmediale in Berlijn, Techfest in Mumbai, Japan Media Arts Festival in Tokyo en de Wereldtentoonstelling van 2010 in Shanghai. PLANETART is organisator van het jaarlijkse festival GOGBOT, dat ieder jaar ongeveer 15.000 bezoekers trekt.